# Щехи-Малі
Щехи-Малі (пол. Szczechy Małe, нім. Klein Zechen) — село в Польщі, у гміні Піш Піського повіту Вармінсько-Мазурського воєводства.
Населення — 16 осіб (2011).

## Демографія
Демографічна структура станом на 31 березня 2011 року:
|          | Загалом | Допрацездатний вік | Працездатний вік | Постпрацездатний вік |
| -------- | ------- | ------------------ | ---------------- | -------------------- |
| Чоловіки | 10      | 0                  | 8                | 2                    |
| Жінки    | 6       | 2                  | 3                | 1                    |
| Разом    | 16      | 2                  | 11               | 3                    |